# Austromegabalanus psittacus
El picoroco (Austromegabalanus psittacus) és una espècie de crustaci cirrípede de la família Balanidae, marí i comestible, que habita les costes de Xile i en el sud del Perú. En la seva vida larval passa un temps en la columna d'aigua, s'assenta, sofreix metamorfosi, i posteriorment en la seva vida adulta viu fix a un substrat. Són animals filtradores omnívors i no requereixen alimentació complementària.